# Ramphotyphlops olivaceus
Espèce
Synonymes
- Onychophis olivaceus Gray, 1845
- Onychocephalus olivaceus (Gray, 1845)
- Typhlops olivaceus (Gray, 1845)
- Typhlops ligorostris Smith & Procter, 1921

Ramphotyphlops olivaceus est une espèce de serpents de la famille des Typhlopidae. 

## Répartition
Cette espèce se rencontre :
- aux Philippines sur les îles de Samar et de Bubuan ;
- en Malaisie au Sarawak sur l'île de Bornéo ;
- en Indonésie sur les îles de Bornéo, de Sangir, de Céram, d'Ambon, de Misool et du Sulawesi ;
- dans l'archipel des îles Salomon.

## Publication originale
- Gray, 1845 : Catalogue of the specimens of lizards in the collection of the British Museum, p. 1-289 (texte intégral).